# 数え歌 (池田綾子の曲)
「数え歌」（かぞえうた）は、池田綾子の8枚目のシングル。2008年11月12日に39ers recordsからリリースされた。

## 概要
表題曲は、2008年10月から11月までNHK『みんなのうた』で放送された楽曲。初回放送終了後もNHK総合・NHK教育テレビで再放送された。
子どもは数えることが好きであり、外国語も一ケタの数字であればすぐに覚えられること、大人になった時にその国の言葉で数えることが出来れば親近感を持ってもらえるであろうという想いが込められている。
曲中で登場する数字は出て来る順に日本語、英語、中国語、ドイツ語、トルコ語、スワヒリ語、日本語（ひふみ詞）。

## 収録曲
| 全作詞・作曲: 池田綾子。 |                          |          |            |                             |
| #                        | タイトル                 | 作詞     | 作曲・編曲 | 編曲                        |
| 1.                       | 「数え歌」               | 池田綾子 | 池田綾子   | TATOO、久隆信（ピアノ編曲） |
| 2.                       | 「さよならピアノ」       | 池田綾子 | 池田綾子   |                             |
| 3.                       | 「遥か」                 | 池田綾子 | 池田綾子   |                             |
| 4.                       | 「数え歌」(inst)         | 池田綾子 | 池田綾子   |                             |
| 5.                       | 「さよならピアノ」(inst) | 池田綾子 | 池田綾子   |                             |
| 6.                       | 「遥か」(inst)           | 池田綾子 | 池田綾子   |                             |

## カバー
- 如月千早（CV：今井麻美） - 2015年7月8日発売のアルバム『THE IDOLM@STER MASTER ARTIST 3 07 如月千早』にてカバー。